# Konditorei Reschinsky

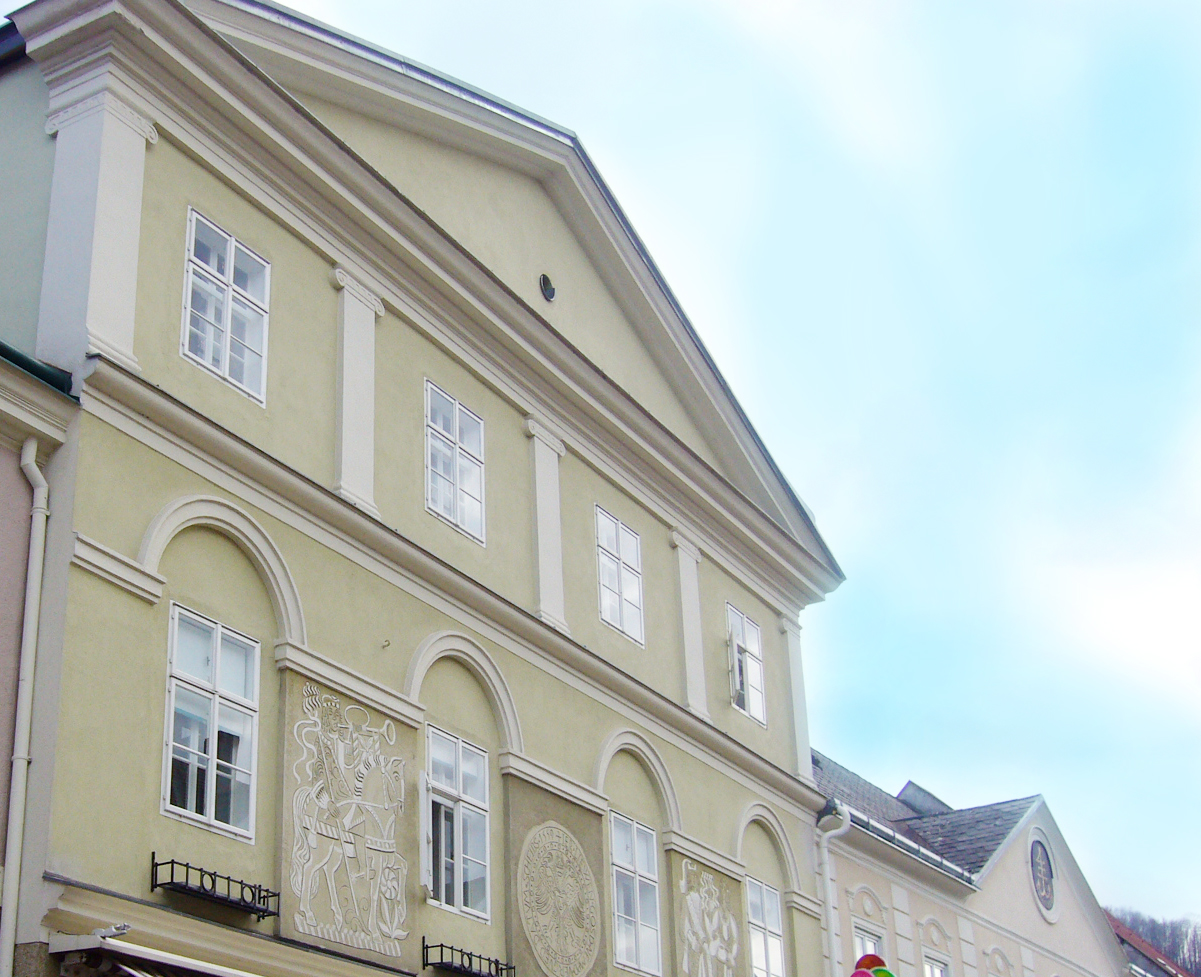
Stammhaus Konditorei Reschinsky

Die Konditorei und Lebzelterei Reschinsky in Scheibbs ist eine Konditorei und Lebzelterei in Österreich.

## Geschichte
Im Jahre 1888 gründete Konditormeister Vincens Reschinsky das Stammhaus Konditorei Recinsky in Scheibbs, nachdem die Stadt um die Jahrhundertwende zum Ort der Sommerfrische wurde und zahlreiche Villen, ein Freibad und eine Festhalle errichtet wurden. Angesehen durch fachliches Können, welches er sich in der k. u. k. Hofkonditorei in Prag und in der k. u. k. Hofkonditorei Zauner in Bad Ischl erwarb, wurde das Unternehmen mit Erfolg gekrönt und er konnte seinen Betrieb in den noch heutigen Standort, das ehemalige Töpperhaus, Hauptstraße 29 verlegen. Ihm verdankt das Unternehmen viele erhaltene Rezepte, auch das der bekannten Scheibbserkugeln.

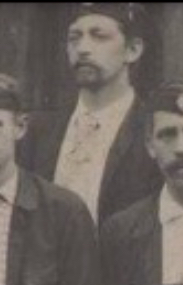
Vincens Recinsky um 1910

Im Jahr 1888 wurde das Geschäftsmodell mit dem Besuch traditioneller Kirtage, Jahrmärkte und Volksfeste erweitert. Dort wurden die hergestellten Konditoreiwaren vor Ort vertrieben. Anfangs noch mit Pferdefuhrwerken, später mit Unterstützung der aufkommenden Motorisierung entwickelte sich der Fuhrpark, der jeweiligen Zeit angepasst. Heute werden Kirtage und Weihnachtsmärkte von Wien bis Salzburg beschickt.

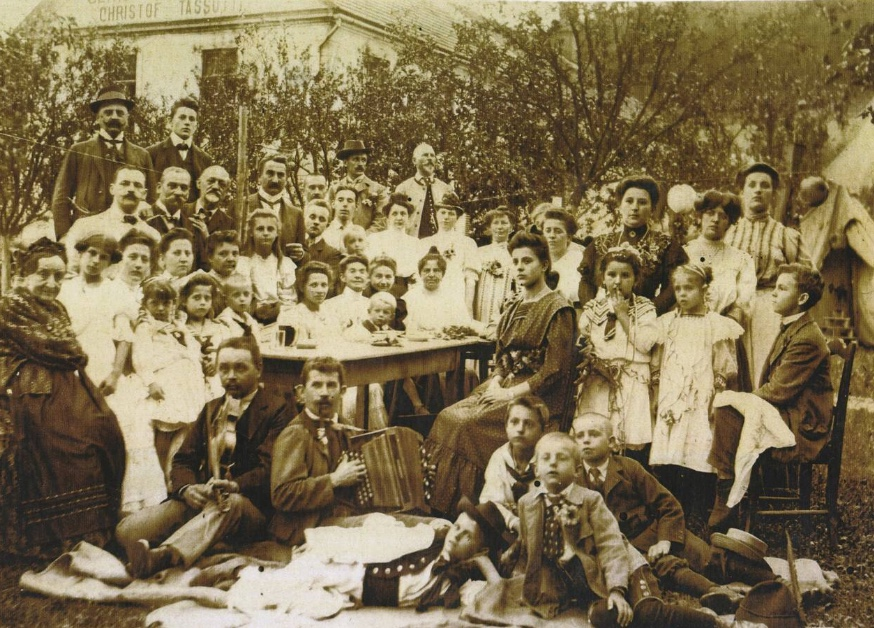
Reschinsky Gartenfest um 1915, Vincens am Boden sitzend mit Akkordeon

In zweiter Folge übernahm sein einziger Sohn Karl 1921 den Betrieb. Dieser hatte in Ulm seinen Meisterbrief erworben und arbeitete anschließend in führenden Häusern, so auch zuvor, wie sein Vater, bei Zauner in Ischl. Durch Erweiterung und Verzweigung der Reschinskyschen Konditorfamilie besteht seit 1922 das Wieselburger Haus.
1964 wurde in dritter Generation der Betrieb in Scheibbs von den Brüdern Heribert und Gerhard übernommen. Wieselburg wurde Tochter Irmtraud und Schwiegersohn Josef Riedel übergeben, die es auf die heutige Größe ausbauten. Die vierte Generation dieser Familie, die Brüder Heribert und Harald übernahmen 1985 die Betriebe Scheibbs und Wieselburg.
Zum Künstlertreffpunkt wurde das Café, da sich hier die Maler Josef Bramer, Manfred Deix und Gottfried Helnwein, Roncalli-Direktor Bernhard Paul sowie das Komikerduo Muckenstruntz und Bamschabl trafen.
2016 wurde am Areal des Töpperschloss Neubruck bei Scheibbs ein zusätzlicher Produktionsstandort errichtet, wo Lebkuchen und Schaumware hergestellt werden, die anderen Spezialitäten in der Scheibbser Innenstadt.

## Reschinsky-Spezialitäten
- Scheibbser Kugeln, kreiert von Vincens Reschinsky, Haselnussmakronenmasse gefüllt mit Haselnusscréme, mit Marzipan und Jamaika-Rum-Schokolade umhüllt[5]
- Elisenschnitten, kreiert von Vincens Reschinsky
- Erlauftaler